# 自由将校団

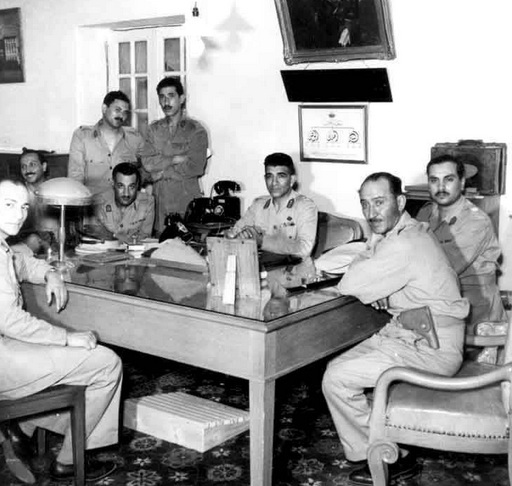
自由将校団

自由将校団（じゆうしょうこうだん、英語: Free Officers Movement）は、エジプトのガマール・アブドゥル＝ナーセルとアンワル・アッ＝サーダートら青年将校を中心として結成された政治組織である。1952年7月23日のクーデター（エジプト革命）を主導し、その後エジプトの政治の中心を担うようになった。

## メンバー
- ガマール・アブドゥル＝ナーセル（ナセル） - ナーセル主義（英語版）の左派政党、尊厳党 (エジプト)が路線を引き継いでいる。
- アンワル・アッ＝サーダート（サダト）
- ムハンマド・ナギーブ - 自由将校団の首班に推挙され、1952年にはエジプトの首相に、翌1953年には大統領になった。その後路線対立により失脚。
- アブドルハキーム・アーメル
- ハーリド・モヘユッディーン（英語版） - 1976年から左派の国民統一進歩党を率いる。